# Lasioglossum simplicior
Lasioglossum simplicior är en biart som först beskrevs av Cockerell 1931.  Lasioglossum simplicior ingår i släktet smalbin, och familjen vägbin. Inga underarter finns listade i Catalogue of Life.